# Krivaja (Bosna)
Die Krivaja ist ein Fluss im Zentrum von Bosnien und Herzegowina. Sie entsteht durch den Zusammenfluss der Stupčanica und der Bioštica bei Olovo und fließt durch den Kanton Zenica-Doboj zwischen den Gebirgen Zvijezda im Süden und Konjuh im Norden. Nach etwa 70 km  mündet sie bei Zavidovići von rechts in die Bosna.

## Verkehr
Durch das Tal der Krivaja führt die Regionalstraße R467 von Olovo Richtung Zavidovići.